# Nick Hornby
Nick Hornby (* 17. dubna 1957 v Redhill, Surrey) je britský spisovatel, esejista, editor a fanoušek fotbalového klubu Arsenal FC. Žije v londýnském Highbury (Islington). Oblíbenými tématy jeho humorně laděných knih jsou muži, hudba a fotbal.

## Život
Angličtinu vystudoval na univerzitě v Cambridge a živil se zpočátku jako učitel. Psal také recenze do různých časopisů (The Sunday Times, Time Out, The Literary Review, The Independent). V roce 1992 vyšla jeho první kniha kritických esejí o současných amerických spisovatelích (Contemporary American Fiction), ale známým se stal až autobiografickou Fotbalovou horečkou, kde zásadní mezníky svého života (počínaje rozvodem rodičů v roce 1968) datuje podle fotbalových zápasů.
V roce 1993 se mu narodil syn Danny, u kterého byl ve čtyřech letech diagnostikován autismus. Se svou bývalou manželkou Virginií Bovellovou a dalšími rodiči se podílel na založení TreeHouse, speciální školy pro autistické děti.
Jeho sestrou je spisovatelka Gill Hornbyová, jejímž manželem je romanopisec Robert Harris. V roce 2000 Harris přispěl do Hornbyho sbírky Speaking with the Angel (Rozmlouvání s andělem) krátkou povídkou „PMQ“.

## Díla

### Romány
- Všechny moje lásky (1995, High Fidelity)
- Jak na věc (1998, About a Boy)
- Jak být dobrý (2002, How to Be Good) – první Hornbyho kniha, kde je vypravěčem žena
- Dlouhá cesta dolů (2005, A Long Way Down) – román o čtyřech sebevrazích
- Po Hlavě (2007, Slam) – první Hornbyho dílo určené mladým čtenářům
- Julie, demoverze (2009, Juliet, Naked) – román o fiktivním hudebníkovi

### Ostatní
- Contemporary American Fiction (1992) – kritické eseje
- Fotbalová horečka (1992, Fever Pitch) – oceněna William Hill Sports Book of the Year Award
- 31 songů (2003, 31 Songs, v USA jako Songbook) – sbírka esejí o Hornbyho oblíbených písních
- The Polysyllabic Spree (2004)
- Housekeeping vs. The Dirt (2006)

### Antologie
- Můj oblíbený rok: sbírka fotbalových povídek a esejů (1993, My Favourite Year: A Collection of Football Writing) – Hornbyho příspěvek je Závislost jménem Abbey
- The Picador Book of Sportswriting (1996)
- Rozhovory s andělem (2000, Speaking with the Angel) – Kolekce 12 povídek různých autorů (např. Roddy Doyle, Helen Fielding, Irvine Welsh, Zadie Smith, Colin Firth), z každého prodaného výtisku putuje jedna libra do TreeHouse. Součástí je Hornbyho povídka Prsoježíš (NippleJesus).

## Filmové adaptace
- Fever Pitch (1997) – britský film; režie David Evans, v hlavní roli Colin Firth
- Všechny moje lásky (2000, High Fidelity) – režie Stephen Frears, hrají John Cusack, Jack Black, Catherine Zeta-Jones
- Jak na věc (2002, About a Boy) – režie: Paul Weitz a Chris Weitz, v hlavní roli Hugh Grant
- Fever Pitch (2005) – americký film; hraje Drew Barrymoreová a Jimmy Fallon; volná adaptace (na rozdíl od knihy je film o baseballu)